# Gdańsk
 "Danzig" omdirigeres hertil. For andre betydninger af Danzig, se Danzig (flertydig).
Gdańsk (tysk: Danzig) er en havneby i Polen ved floden Wisłas tidligere munding, i Pommern, hovedstad i det voivodskabet Pommern, den største by i det nordlige Polen, den største havneby i Polen og den sjette folkerigeste by i hele landet med 487.834(2024) indbyggere. Den største by i Trójmiasto, et vigtigt polsk kulturelt, videnskabeligt, industrielt og akademisk center.
En by med en rig, over tusind år gammel historie og kultur, med mange imponerende monumenter af gotisk, renæssance og barok arkitektur.
Den største havneby i Polen siden middelalderen, undtagen perioderne med udenlandsk styre (Tyske Orden i 1308-1454, preussisk i 1793-1807 og 1815-1871, tysk i 1871-1920 og 1939-1945) og korte perioder med autonomi som bystat. Byen var tidligere en hansestad, den kongelige by af den polske krone, og i tidlig moderne tid til begyndelsen af det 18. århundrede var det den største by i Polen (før den hurtige vækst i Warszawa). I mellemkrigstiden var byen fristad under Folkeforbundet. Byen blev efter 2. verdenskrig overdraget til Polen.

## Navnet
Byen nævnes for første gang i 999 hos benediktineren Jan Kanaparius som Gyddanyzc urbs. Navnet Gyddanyzc kommer fra gammelslavisk Gdaniesk (Gdańsk); begge former har præfikset "gd", som er knyttet til «fugtighed» eller «vådhed». Navnet har ikke nogen kendt tilknytning til dansk, som det tidligere er foreslået.
Den germaniserede form Danzig er gennem tiderne blevet transformeret og deformeret fra det polske Gdańsk. I historiens løb er navnet blevet skrevet på flere forskellige måder – Kdanzc (1148), Gdanzc (1188), Gdansk (1236), Danzk (1263), Danczk (1311, 1399, 1410, 1414-1438), Danczik (1399, 1410, 1414), Danczig (1414), Gdansk (1454, 1468, 1484), Gdańsk (1590), Gdąnsk (1636), Dantzigk (1645). I latinske dokumenter finder man navnene Gedanum og Dantiscum.

## Historie
Byen blev omtalt som en kasjubisk fiskerby i 997 beliggende ved udløbet af floden Wisła (i dag er denne flodarm udtørret, og floden udmunder længere mod øst). Fra middelalderen tilhørte byen Polen. I 1263 modtog Gdańsk byrettigheder. I 1308 blev Gdańsk erobret af den Tyske Ridderorden, som udførte en massakre på beboerne. Byen blev en magnet for tyske købmænd. Som købmands-, handels- og havneby blev byen en magtfaktor i hele østersøområdet. Byen blev 1308/09 underlagt den Tyske Ridderorden og blev et af de ledende medlemmer af Hanseforbundet. Den kom senere i krig med dronning Margrete. Under den polske-teutoniske krig, i 1410 anerkendte byen Gdańsk kongen af Polen som den retmæssige hersker, men efter fredsaftalen i 1411 måtte den vende tilbage til den Tyske Orden. I 1454 anerkendte byen Polen som sin overherre mod løfter om rettigheder og autonomi. Polske konger besøgte byen mange gange, og den repræsentative rute af byen blev traditionelt kaldt den Kongelige Vej. Som en af de ti største og mest indflydelsesrige byer i Polen havde Gdańsk ret til at deltage i valget af konger i Polen (efter indførelsen af et valg i 1569). I sin økonomiske storhedstid omkring år 1650 havde byen nærved 80.000 indbyggere og var den rigeste og største by i Polen-Litauen, foran Lwów, Kraków, Warszawa og Vilnius. Den 28. november 1627, i nærheden af Oliwa (nu distriktet Gdańsk) fandt en af de største søfartskampe i polsk historie sted, hvor polakkerne besejrede svenskerne. Under Polske Arvefølgekrig blev Gdańsk belejret af russerne i 1734.
Efter Polens 2. deling i 1793 blev byen indlemmet i kongeriget Preussen. I 1797 forstyrrede de preussiske myndigheder forsøget om elevopstandet i Gdańsk. Under Napoleonskrigene blev byen ikke en del af Storhertugdømmet Warszawa, men fik en speciel status som fristad i årene 1807-1814. Reelt var byen dog under fransk kontrol, men blev tilbageleveret til Preussen ved fredsslutningen i 1815. 1815-29 og fra 1878 var Danzig hovedstad i den preussiske provins Vestpreussen.
Efter Første Verdenskrig besluttede sejrherrerne, at byen skulle omdannes til en fristad i toldunion med Polen under Folkeforbundets overhøjhed. Det var et af den amerikanske præsident Woodrow Wilsons berømte 14 punkter for den kommende fred. Wilson anså ordningen for at være et kompromis mellem tyske og polske interesser. Polen ønskede at indlemme byen for at sikre sig en havn ved Østersøkysten, mens Tyskland ønskede at beholde kontrollen over byen. Den engelske regering arbejdede på at overtale Polen til at overtage byen Klaipėda (tysk: Memel) i stedet. Denne by forblev en del af Litauen indtil i Tyskland annekterede den i 1939.
Af de 330.000, der levede i Danzig ved folketællingen i 1910, var over 95 % tyskere og 3% polakker. I 1923 havde 97,6 % af befolkningen tysk som modersmål. Ved krigsudbruddet 1939 blev Danzig igen en del af Tyskland og fungerede som hovedstad i provinsen Danzig-Vestpreussen.
Byen blev indtaget af den Røde Hær i 1944 og reelt ødelagt. Næsten hele befolkningen flygtede eller blev deporteret på linje med de tyske indbyggere i de øvrige områder, som tilfaldt Polen og Sovjetunionen. Byen blev overgivet til Folkerepublikken Polen efter 2. verdenskrig. Omkring 100.000 af byens indbyggere omkom under krigen, og omkring 1950 levede ca. 285.000 tyske danzigere i eksil. Byen blev i 1950'erne og 1960'erne genopbygget og fremstår i høj grad i dag i sin tidligere skikkelse.

## Sport
De mest populære sportsklubber i byen er Wybrzeże Gdańsk (speedway og håndbold), Lechia Gdańsk (fodbold og rugby), Lotos Gdańsk (volleyball) og Stoczniowiec Gdańsk (ishockey). Der er også fodboldklubber Gedania og Polonia Gdańsk.
Gdańsk var en af værtsbyerne i Europamesterskabet i basketball 2009, Europamesterskabet i fodbold 2012, Europamesterskabet i volleyball 2013, Verdensmesterskab i volleyball 2014 for mænd, Europamesterskabet i håndbold 2016 for mænd og Europamesterskabet i volleyball 2017.

## Berømte indbyggere i byen
- Świętopełk (1191-1266)
- Jan Dantyszek (1485-1548)
- Abraham van den Blocke (1572-1628)
- Izaak van den Blocke (1572-1626)
- Jeremiasz Falck (1610-1667)
- Jerzy Strakowski (1614-1675)
- Jan Heweliusz (1611-1687)
- Aleksander Benedykt Sobieski (1677-1714)
- Gabriel Daniel Fahrenheit (1686-1736)
- Daniel Gralath (1708-1767)
- Daniel Chodowiecki (1726-1801)
- Adam Kazimierz Czartoryski, (1734-1823)
- Jan Uphagen (1731-1802)
- Krzysztof Celestyn Mrongovius (1764-1855)
- Arthur Schopenhauer (1788-1860)
- Konstantyn Dominik (1870-1942)
- Lech Bądkowski (1920-1984)
- Günter Grass (1927-2015)
- Lech Wałęsa (1943)
- Krzysztof Kolberger (1950)
- Jan de Weryha-Wysoczański (1950)
- Jerzy Owsiak (1953)
- Ludwik Prądzyński (1956)
- Donald Tusk (1957)
- Paweł Huelle (1957)
- Dariusz Michalczewski (1968)

## Galleri
- Floden Motława i det historiske centrum
- Wyżynna Port (begyndelsen af den Kongelige Vej)
- Monument til den polske konge Johan Sobieski
- Neptun springvand
- Stor Arsenal (Wielka Zbrojownia)
- Park i Oliwa
- Den Gyldne Port (Brama Złota)
- Den store mølle (Wielki Młyn)
- Wisłoujście fæstning
- Palads i Oliwa (barok)
- Polsk Post Museum
- Sankt Katharina Kirke
- Dluga med gylden port
- Museum for Anden Verdenskrig
- Johannes Kirke